# Стеванович, Ален
А́лен Стева́нович (серб. Ален Стевановић / Alen Stevanović; род. 7 января 1991, Цюрих, Швейцария) — сербский футболист, полузащитник клуба «ИМТ».

## Карьера
В феврале 2009 года Алан перешёл в миланский «Интер» из клуба «Раднички» (Обреновац). В начале 2010 года он в составе «нерадзурри» вместе с Денисом Алибеком и Джулио Донати был на сборах в Абу-Даби. 6 января 2010 был вызван на матч чемпионата Италии против «Кьево», а через 3 дня дебютировал в Серии A, выйдя на 67-й минуте на замену Тиагу Мотте в матче 19 тура против «Сиены».

## Достижения
- Чемпион Италии: 2009/10